# Горянський рух
Горянський рух у Болгарії (болг. Горянско движение) — масовий збройний антикомуністичний опір під час і в перші роки після Другої світової війни. «Горянами» називалися учасники націоналістичних партизанських загонів, які боролися проти державного ладу в Народній Республіці Болгарія в перші роки становлення комуністичної влади в країні — з 1944 по 1956 рік.

## Етимологія
Слово «горяни» походить від болгарського слова «гора» (укр. ліс) і в буквальному сенсі перекладається як «лісові люди».

## Історія
Рух горян виник ще в 1944 р. через вступ Червоної Армії на територію Болгарії як прояв процесу рядянізації країни. У відповідь на посилення репресій сотні людей — «землероби», націоналісти, колишні комуністи, поліцейські, троцькісти, анархісти, члени ВМРО (Внутрішня македонсько-одринська революційна організація) та ін. пішли в ліси й гори. Загальне число горян досягало 2 тис., а разом з помічниками — 10 тис. осіб. Горяни були організовані у 28 відносно великих загонів, але, крім того, існувало багато малочисельних груп. Органи держбезпеки викрили понад 6000 нелегальних організацій. Після 1956 р. рух горян майже повністю зник. Хоча на території Греції (за 20 км від Афін біля підніжжя гори Парнас) з квітня 1951 до жовтня 1962 р. діяла радіостанція «Горянин», що закликала до боротьби проти комуністичної влади у Болгарії.

## Політична платформа
Горяни виступали:
- проти комуністичної диктатури і терору;
- проти політичних репресій;
- проти насильницької колективізації і націоналізації;
- проти «совєтизації» Болгарії;
- за повернення свободи, демократії та ринкової економіки, які існували в Болгарії до 1934 року.